# Greenville, Maine
Greenville är en kommun i Piscataquis County i delstaten Maine, USA.